# 金融驚悚片
金融驚悚片（英語：Financial thriller）是驚悚電影和小說的子類型，其中金融系統和經濟發揮著重要作用。西奧多·德萊賽的小說《金融家》（1912）展示了金融驚悚片的元素，是該類型的早期例子。保羅·埃爾德曼憑藉《十億美元確定的事情》（The Billion Dollar Sure Thing，1973）幫助普及了現代金融驚悚片。作為一家瑞士銀行的前任總裁，他在監獄中因與可可市場投機有關的欺詐指控而等待審判時寫了這部小說。

## 概述
在許多情形下，金融驚悚片的主角是金融專業人士，如2005年電影《驚心交易》中的克利斯汀·史萊特，或馬丁·博德納姆2011年的小說《日內瓦大協議》（The Geneva Connection）。通常，情節以金融犯罪為中心。這可能也是一種使少數人大發橫財的罪行，就像布拉德·梅爾策的《百萬富翁們》（The Millionaires）一樣，或者像湯姆·克蘭西的《美日開戰》那樣威脅整個金融體系。在丹尼森·哈奇所著的《閃電崩毀》（Flash Crash （页面存档备份，存于））中，金融犯罪涉及一名程式設計演算師，他被勒索編寫了一款會導致國際黃金市場崩潰的程序。
金融驚悚片經常被用作道德劇來說明貪婪的邪惡，如邁克爾·麥肯齊·托馬斯的《黑錢》（Black Money，1995）。
在2010年代，《大賣空》從一部非虛構書被改編成電影，也是一部顯赫的金融驚悚片。

## 來源
1. ↑  . martinbodenham.com.   [2022-07-27]. （原始内容存档于2021-05-18） （英语）.
2. ↑  Carly Mallenbaum. . 今日美國. 2015-11-13  [2022-01-03]. （原始内容存档于2022-01-03） （英语）.